# Красовицкий, Александр Витальевич
Алекса́ндр Вита́льевич Красови́цкий (родился 17 октября 1967 года в Харькове, УССР) — украинский издатель, генеральный директор и основной владелец харьковского издательства «Фолио».
Окончил химический факультет Харьковского государственного университета. В 1990 году основал и возглавил харьковское издательство «Фолио».
В 2003—2004 и 2005—2007 годах — назначался председателем правления Харьковской книжной фабрики имени Фрунзе. В ноябре 2004 — феврале 2007 года занимал пост заместителя председателя правления государственной акционерной компании «Укриздатполиграфия», владеющей акциями 30 полиграфических предприятий Украины.
В 2003 году «Фолио» выпустило 458 новых наименований общим тиражом более 2,7 млн экземпляров. К 2004 году издательство «Фолио» выпустило более 16 тысяч наименований книг, которые продаются на Украине, в России, дальнем зарубежье. В 2004 году занял 86-е место в сотне наиболее влиятельных людей Украины по версии журнала «Корреспондент».
В 2016 году Александр Красовицкий поддержал полный запрет на российские книги высказаный Остапом Семераком. Красовицкий считает, что украинский рынок книг всегда находился в тени у России, а сейчас есть шанс создать свой рынок посредствам полного запрета российских книг, чтобы люди были вынуждены покупать украинские книги. Директор украинского Института анализа и менеджмента политики Руслан Бортник считает, что за поддержкой «Фолио» запрета на ввоз книг стоит «банальная борьба за рынок сбыта, за вытеснение конкурентов с этого рынка», книги которых (российские) более конкурентоспособные.